# Discocyrtus cornutus
Discocyrtus cornutus is een hooiwagen uit de familie Gonyleptidae.